# Małuszyn (przystanek kolejowy)
Małuszyn – dawny wąskotorowy przystanek osobowy w Małuszynie, w gminie Trzebnica, w powiecie trzebnickim, w województwie dolnośląskim, w Polsce. Został otwarty w 1898, a zamknięty w 1991 roku.